# Floor Jansen
Floor Jansen (udtalt [ˈfloːr ˈjɑnsə(n)]; født 21. februar 1981 i Goirle) er en hollandsk sanger, sangskriver og stemmetræner. Hun er den nuværende forsanger i det finske symfoniske metalband Nightwish.
Jansen blev først kendt som medlem af det symfoniske metalband After Forever, som hun var forsanger i fra 1997, hvor hun blev medlem som 15-årig. Hun fortsatte som forsanger frem til 2009. Efterfølgende dannede hun ReVamp med hvem hun har udgivet to albums. I 2012, efter den tidligere forsanger Anette Olzon forlod bandet, tog Nightwish Jansen med som tour-medlem indtil slutningen af deres Imaginaerum World Tour. I 2013 annoncerede gruppen, at Jansen nu var fuldtidsmedlem og forsanger. Hun opløste efterfølgende ReVamp for at fokusere på Nightwish.
Jansen har samarbejdet flere gange med Arjen Anthony Lucassen, og er et medlem af hans progressive metal-supergruppe Star One, og sang med på Ayreon-albummerne Universal Migrator Part 1: The Dream Sequencer, 01011001 og The Source, samt livealbummet Ayreon Universe – The Best of Ayreon Live. Hun var også forsanger på flere sange på MaYans album Quarterpast og på Avalons Angels of the Apocalypse. Hun er storesøster til sangeren Irene Jansen, som også har arbejdet med Ayreon.

## Diskografi
| Studiealbums - Paragon (2023) Livealbums - Live in Amsterdam (2022) Studiealbums - Prison of Desire (2000) - Decipher (2001) - Invisible Circles (2004) - Remagine (2005) - After Forever (2007) EP'er - Exordium (2003) Studiealbums - Endless Forms Most Beautiful (2015) - Human. :II: Nature. (2020) - Yesterwynde (2024) Live albums - Showtime, Storytime (2013) - Vehicle of Spirit (2016) - Decades: Live in Buenos Aires (2019) | Studiealbums - Northward (2018) Studiealbums - ReVamp (2010) - Wild Card (2013) Studiealbums - Space Metal (2002) - Victims of the Modern Age (2010) - Revel in Time (2022) Livealbums - Live on Earth (2003) |